# Мутабільний мінерал
Мутабільний мінерал (продукт), (рос. мутабильный минерал (продукт), англ. mutable, нім. mutabel) – у мінералогії – мінерал або продукт його розкладення, перетворення, який утворюється при вивітрюванні мінералів і характеризується змінним складом. При цьому основна форма будови кристалічної ґратки зберігається, а склад зазнає ряду послідовних (стадійних) змін при переході від однієї стадійної фази до іншої.